# Дизокактус
Дизокактус (лат. Disocactus) — род растений семейства Кактусовые (Cactaceae).

## Название
Родовое научное название Disocactus происходит от сокращенной составной формы греческого слова dis-, означающего «дважды», и isos, означающего «то же самое», а также от латинского слова cactus, — «кактус».

## Описание
Род эпифитных или литофитных растений. Представители отличаются ребристыми или уплощенными стеблями, колючками щетинковидного типа или их полным отсутствием, а также преимущественно многочисленными ареолами.
Цветки обычно дневные, различаются по величине и форме, воронковидные или трубчатые, иногда зигоморфные, бело-розовые, красные или розово-пурпурные. Тычинки расположены в два ряда. Плоды похожи на ягоды, почти голые или слабочешуйчатые. Семена яйцевидные, покрытые блестящей или матовой оболочкой от коричневого до черного цвета.

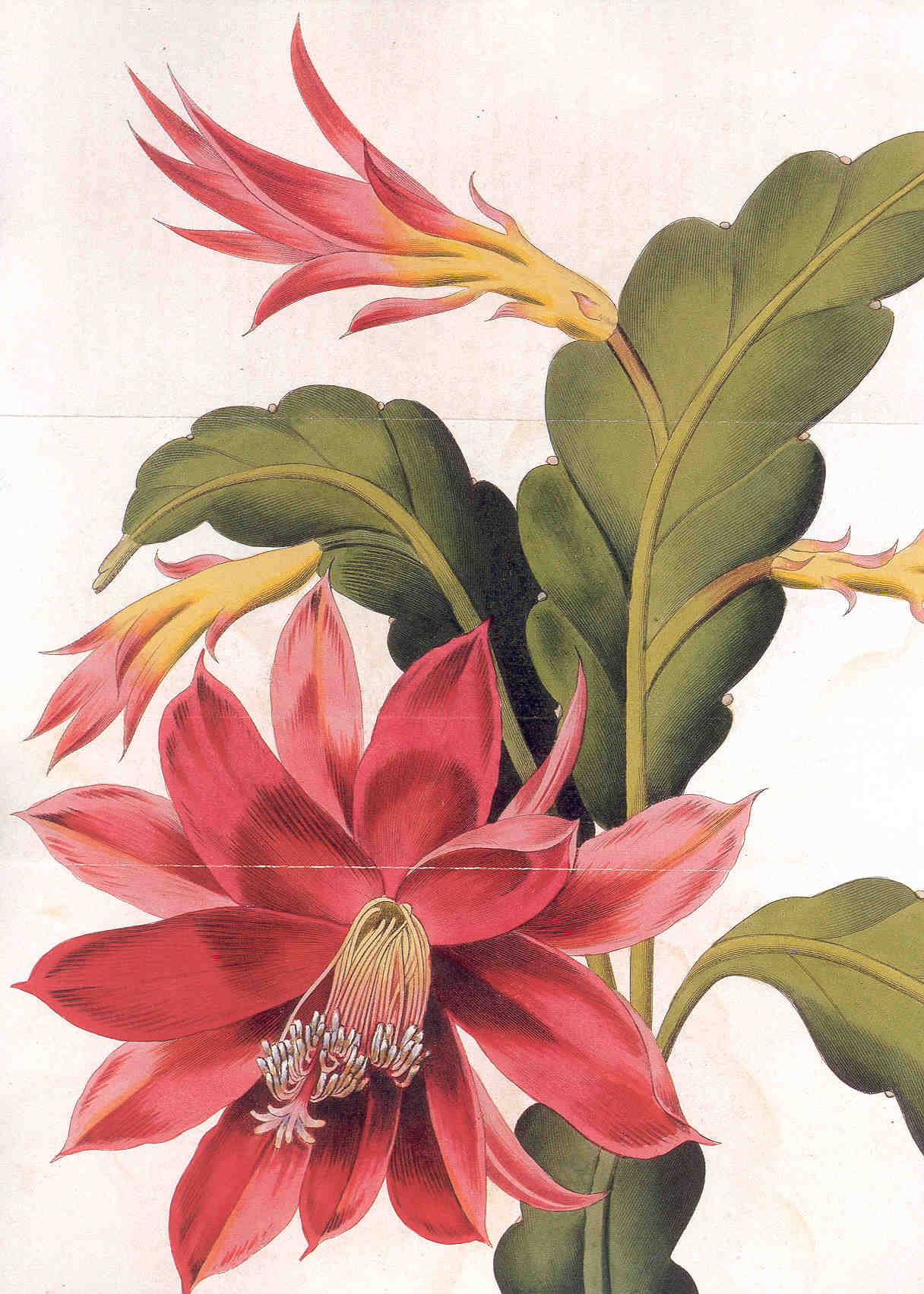
Disocactus ackermannii
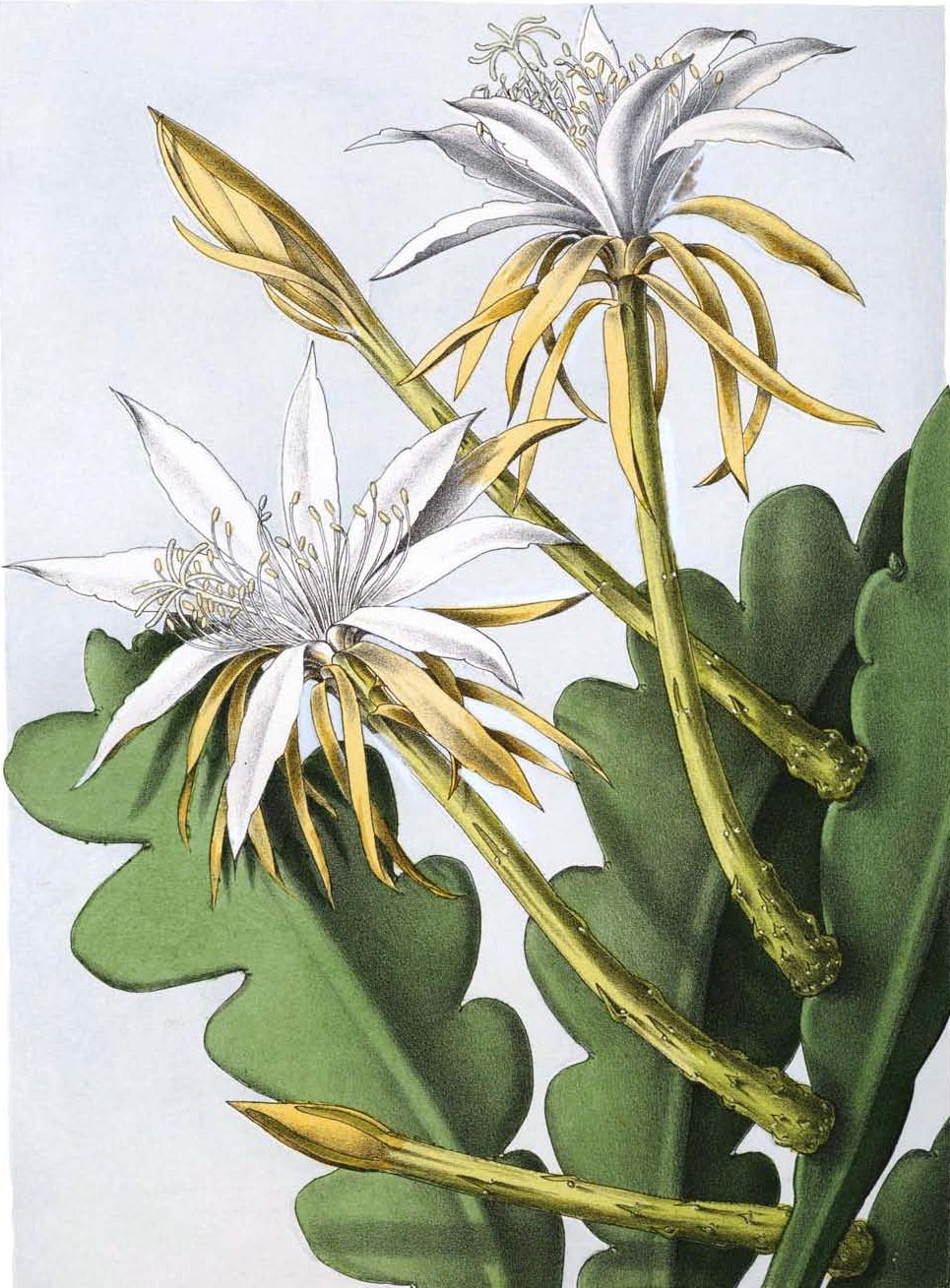
Disocactus anguliger
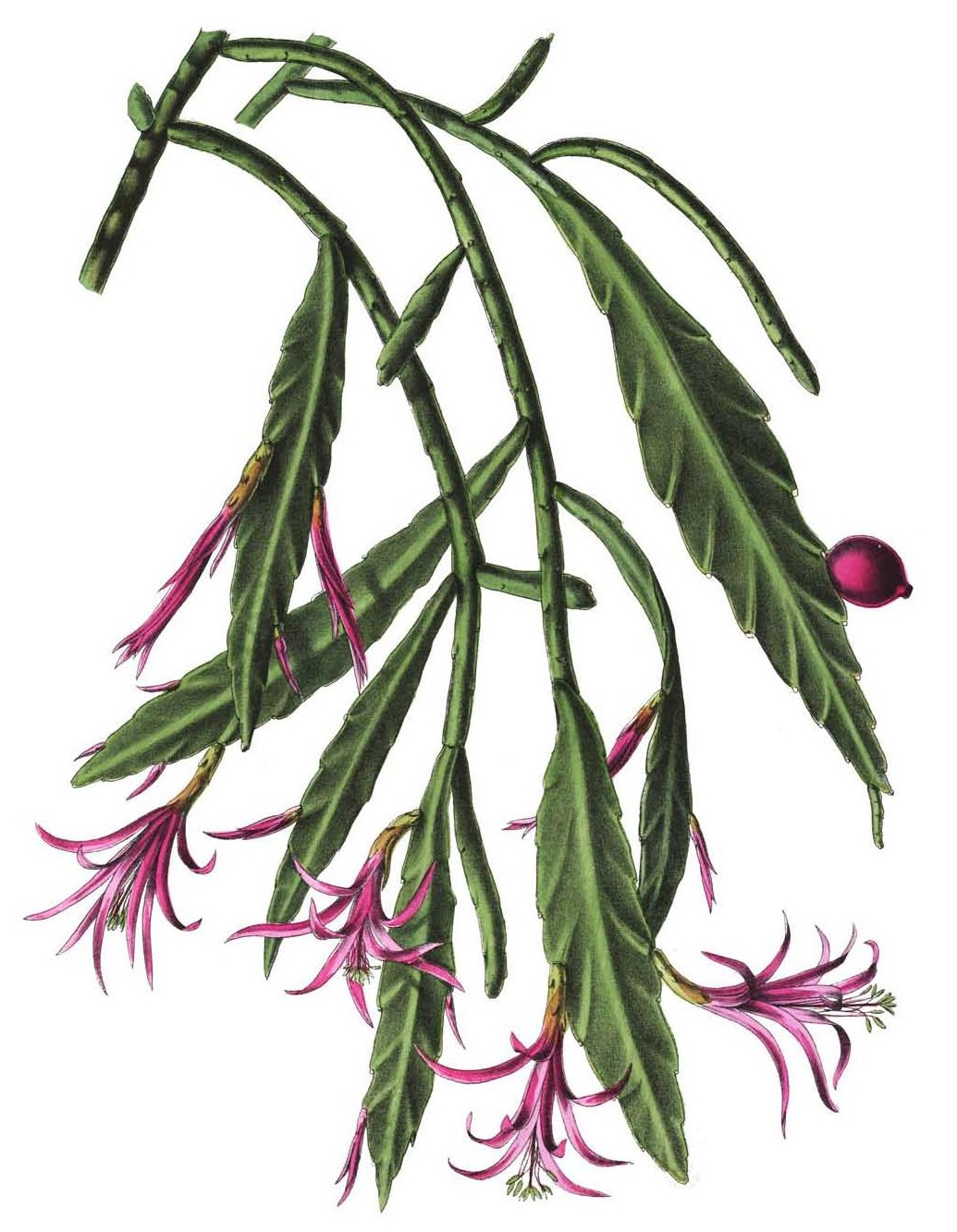
Disocactus biformis

## Распространение
Природный ареал — Белиз, Коста-Рика, Сальвадор, Гватемала, Гондурас, Мексика, Никарагуа, Панама. Интродуцирован на Канарских островах и Островах Общества.
Представители рода растут на высоте примерно от 700 до 2100 м над уровнем моря.

## Таксономия
Disocactus Lindl., первое упоминание в Edwards’s Bot. Reg. 31: t. 9 (1845).

### Синонимы
Гетеротипные (основанные на разных номенклатурных типах):
- Aporocereus Frič & Kreuz. (1936)
- Bonifazia Standl. & Steyerm. (1944)
- Chiapasia Britton & Rose (1923)
- × Disheliocereus G.D.Rowley (1982)
- × Disisocactus Doweld (2001 publ. 2002)
- Disisocactus Kunze (1845)
- Disisorhipsalis Doweld (2001 publ. 2002)
- × Disochia G.D.Rowley (1982)
- Heliocereus Britton & Rose (1909)
- × Heliorhipsalis Doweld (2001 publ. 2002)
- Lobeira Alexander (1944)
- Mediocactus Britton & Rose (1920)
- Mediocereus Frič & Kreuz. (1935), nom. superfl.
- Nopalxochia Britton & Rose (1923)
- Pseudonopalxochia Backeb. (1958)
- Trochilocactus Linding. (1942), no Latin descr.

### Виды и гибриды
Подтвержденные виды по данным сайта Plants of the World Online на 2023 год:
- Disocactus ackermannii (Haw.) Ralf Bauer
- Disocactus anguliger (Lem.) M.Á.Cruz & S.Arias
- Disocactus aurantiacus (Kimnach) Barthlott
- Disocactus biformis (Lindl.) Lindl.
- Disocactus crenatus (Lindl.) M.Á.Cruz & S.Arias
- Disocactus eichlamii (Weing.) Britton & Rose
- Disocactus lepidocarpus (F.A.C.Weber) M.Á.Cruz & S.Arias
- Disocactus lodei Véliz, L.Velásquez & R.Puente
- Disocactus macdougallii (Alexander) Barthlott
- Disocactus macranthus (Alexander) Kimnach & Hutchison
- Disocactus nelsonii (Britton & Rose) Linding.
- Disocactus phyllanthoides (DC.) Barthlott
- Disocactus quezaltecus (Standl. & Steyerm.) Kimnach
- Disocactus salvadorensis Cerén, J.Menjívar & S.Arias
- Disocactus speciosus (Cav.) Barthlott

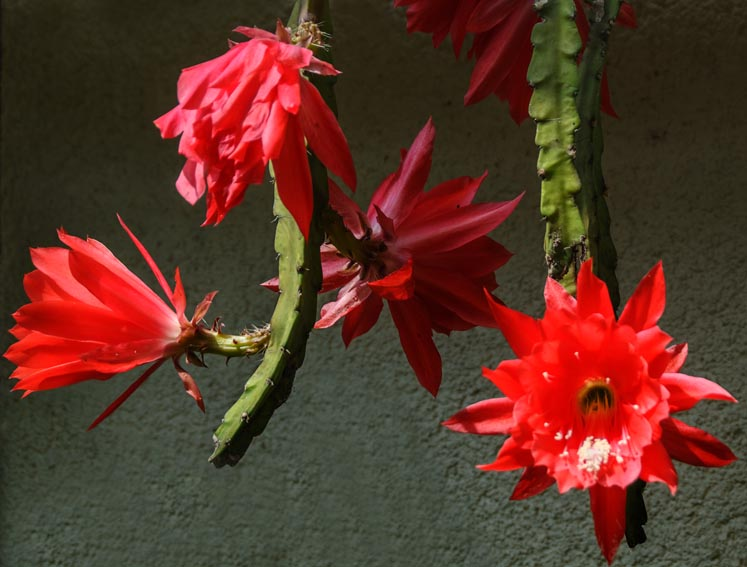
Disocactus ackermannii
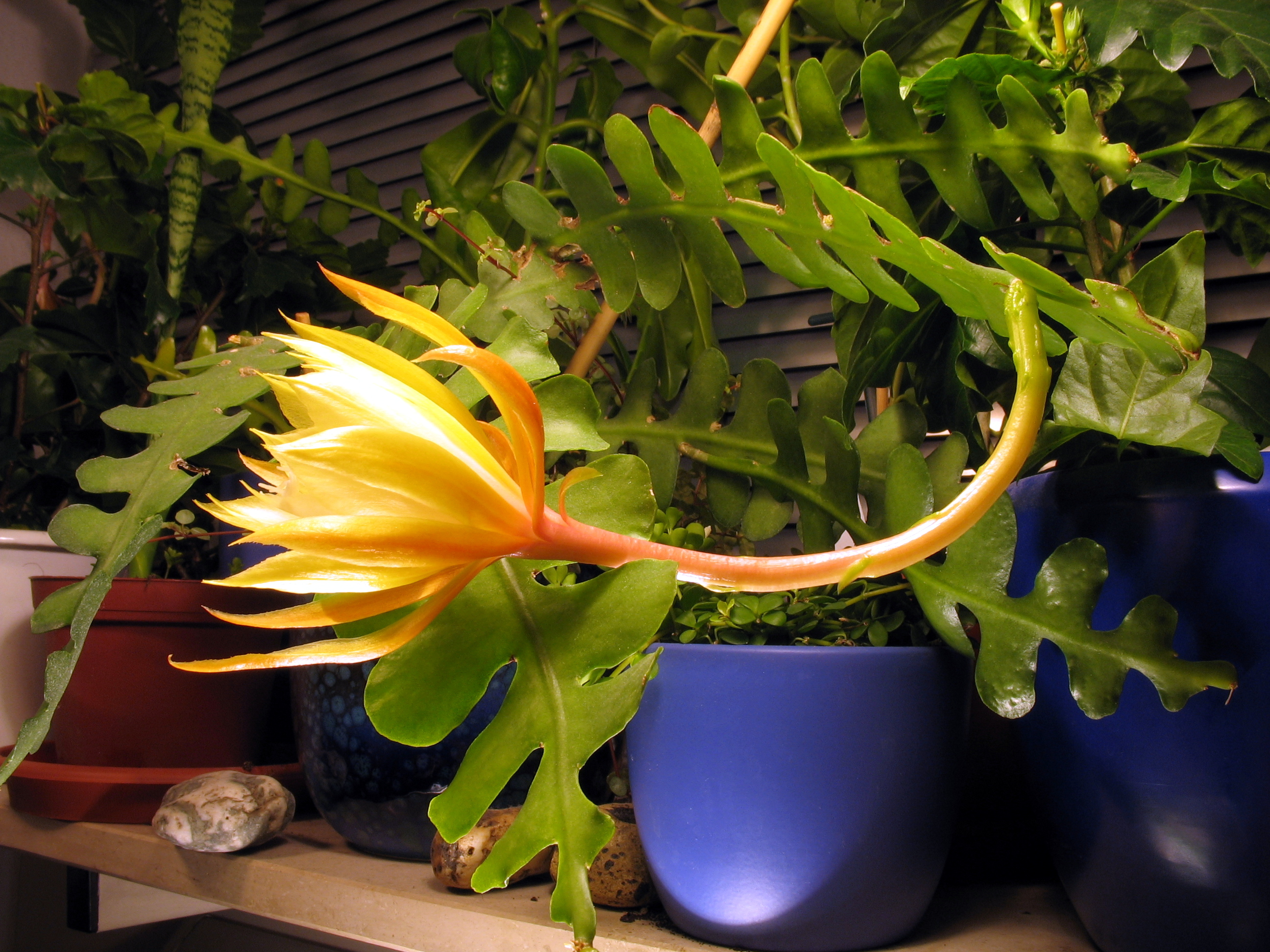
Disocactus anguliger
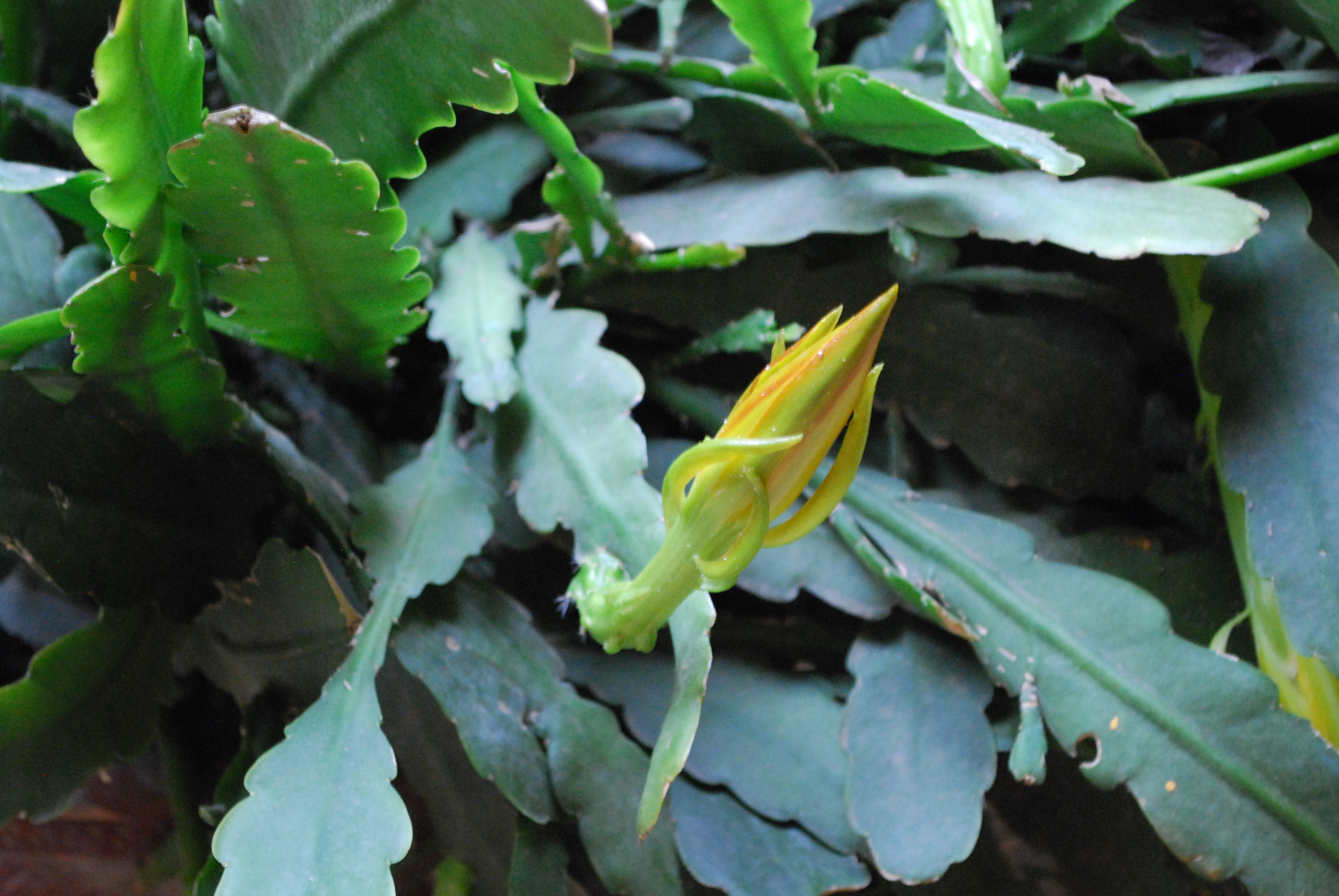
Disocactus crenatus
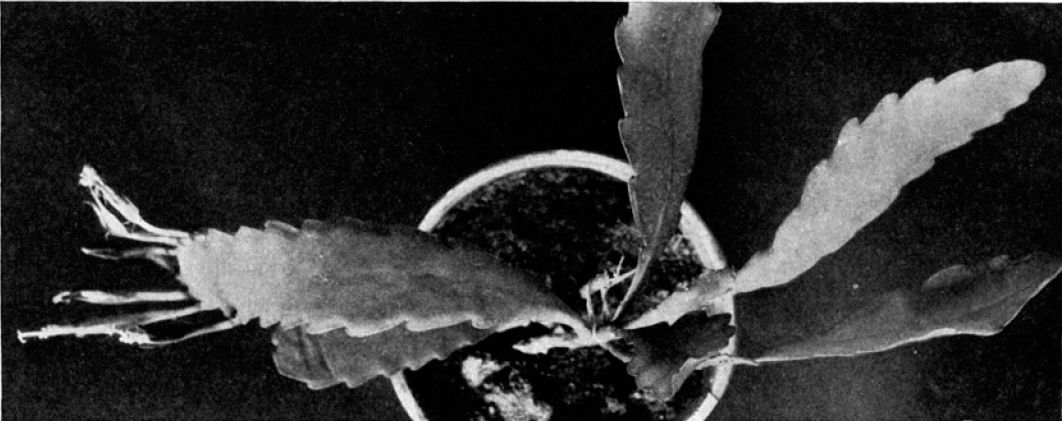
Disocactus eichlamii
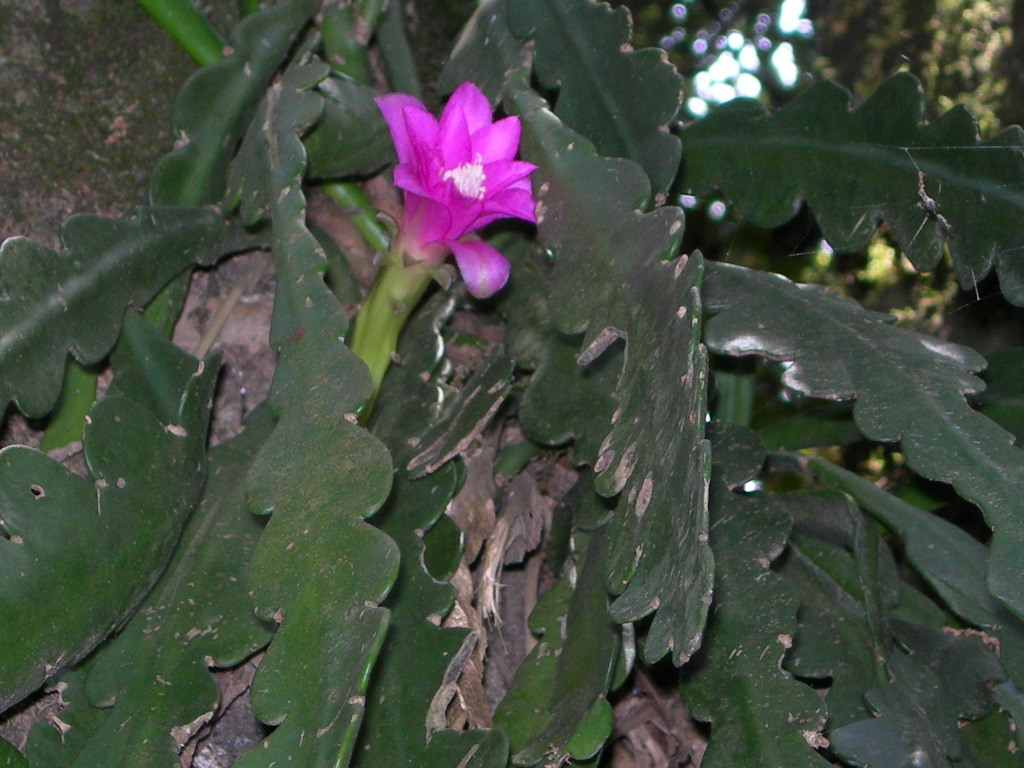
Disocactus macdougallii
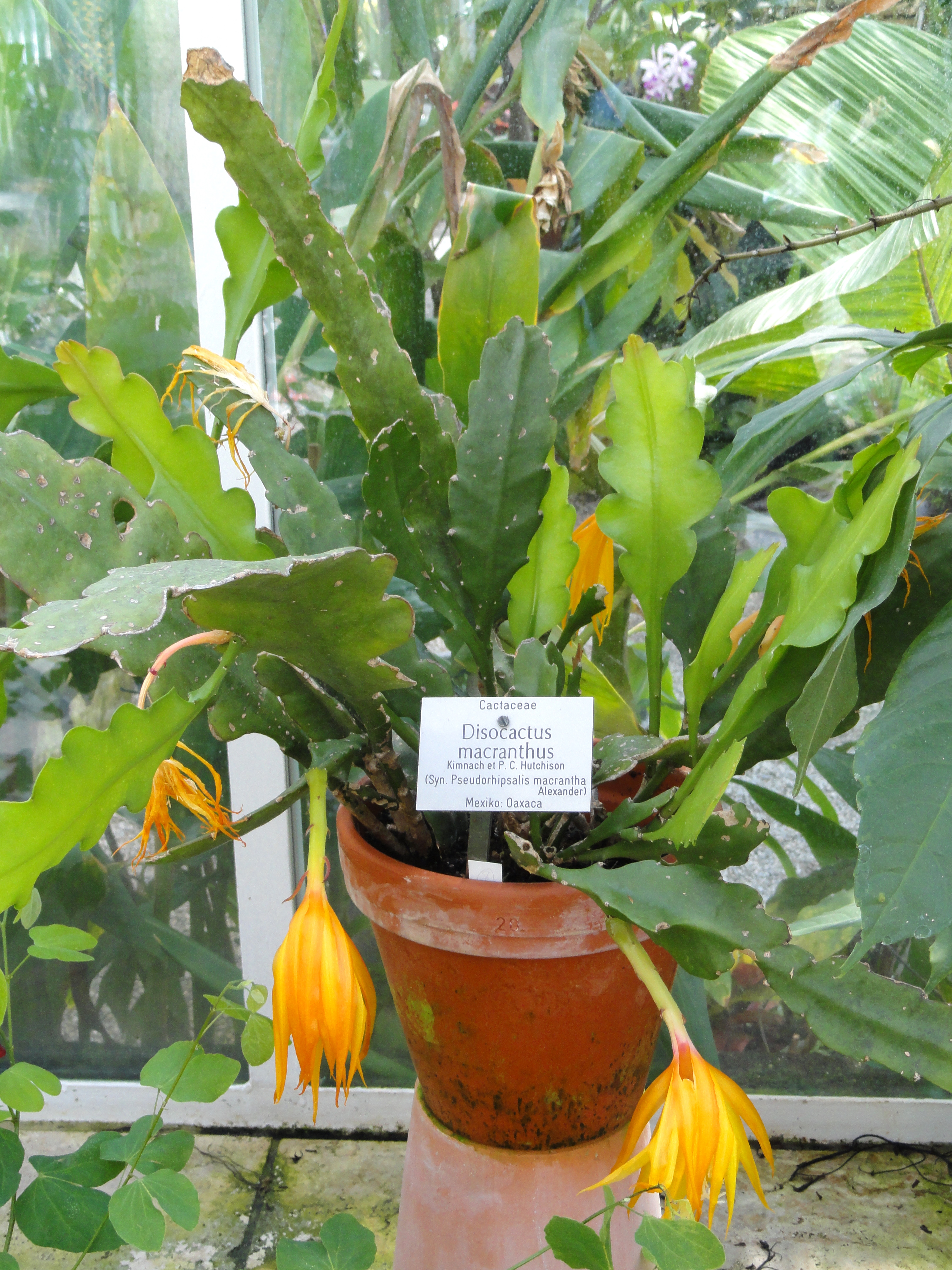
Disocactus macranthus
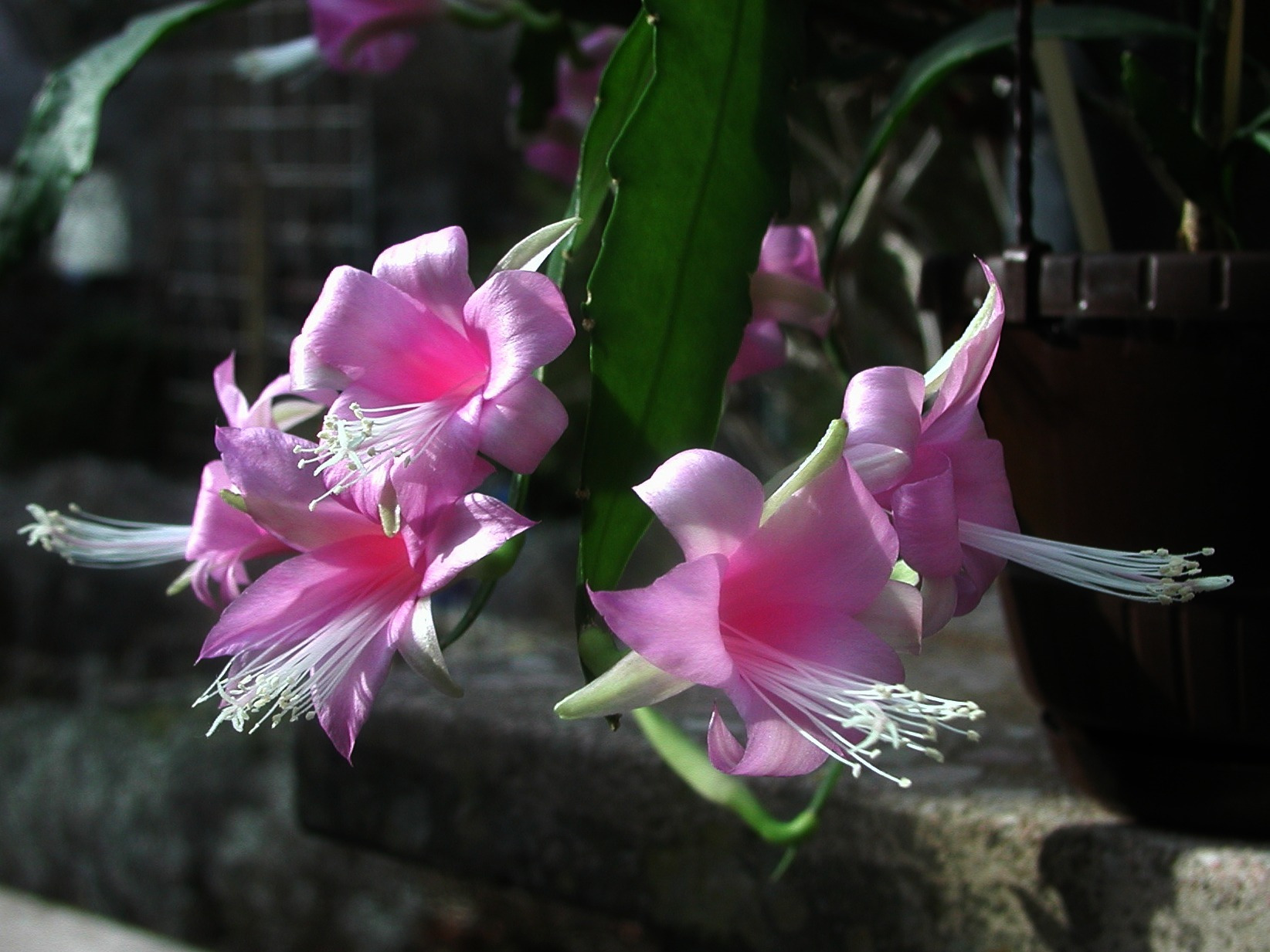
Disocactus nelsonii
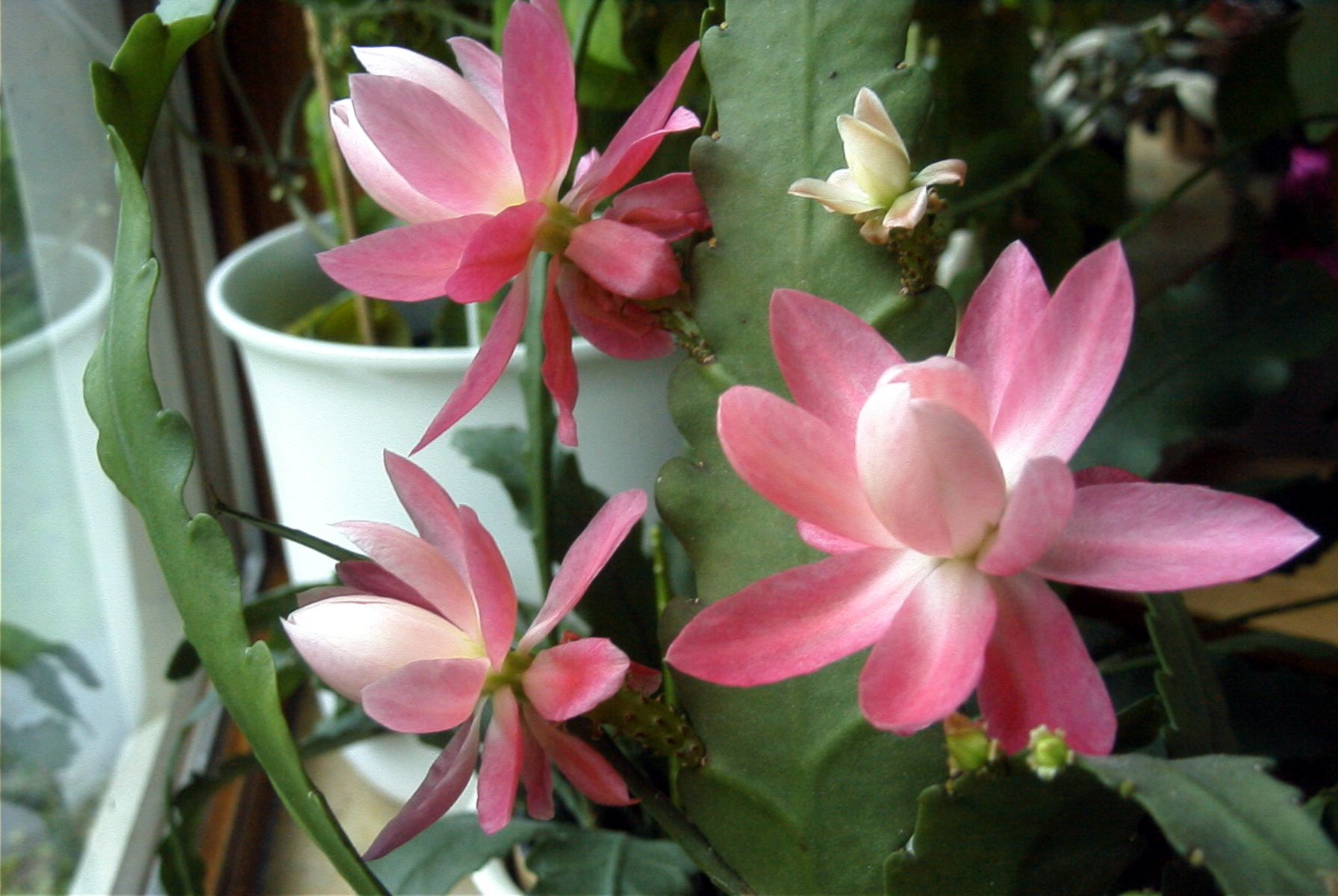
Disocactus phyllanthoides
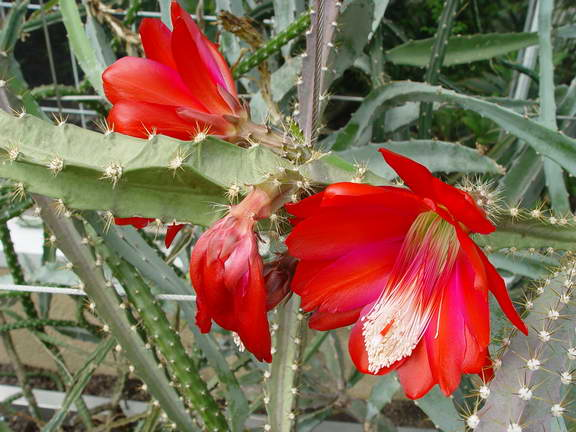
Disocactus speciosus

Подтвержденные гибриды по данным сайта Plants of the World Online на 2023 год:
- Disocactus × amaranthinus (Regel) M.H.J.van der Meer
- Disocactus × capelleanus (Rother) E.Meier